# Jeremy Morris
Jeremy, artiestennaam van Jeremy Morris, (1958) is een Amerikaanse multi-instrumentalist.
Zijn vader was Bill Morris, jazzmusicus, ook al met diverse instrumenten. Op vijfjarige leeftijd maakte Jeremy kennis met The Beatles en hun muziek en was meteen verkocht. Als hij zes is begon hij achter de piano en bouwde zijn arsenaal langzaam uit; later stapte hij als hij dertien is over naar gitaar, als zijn belangrijkste instrument. In 1973 kwam hij in zijn eerste bandje Full Moon, tot een album kwam het niet. De invloeden zijn talrijk, van Led Zeppelin tot de eerdergenoemde Beatles, later komen daar de band uit de symfonische rock bij. De hoeveelheid invloeden zorgt ervoor dat er vele albums van zijn hand komen, dan weer beïnvloed door de symfonische en dan weer door de powerrock. Naast het maken van albums voor zijn eigen label geeft Jeremy les en treedt op. Sommige albums bevatten relirock.

## Selectieve discografie
- 1976-1979:Invitation
- 1978-1999: Musica Para alabar al Senior
- 1984: Live
- 1987: Open your heart
- 1989: King of kings
- 1991: For chosen ones
- 1992: Seven
- 1992: Lord of Lords
- 1993: Dreams come true
- 1995: Pilgrims’journey
- 1995: Faithfull and true
- 1997: Celestial city
- 1998: Pop heaven
- 1998: Rare
- 1999: Salt the planet
- 1999: Music to praise the Lord
- 2002: Kingdom come
- 2003: Pop dreams
- 2003: Fruit tree
- 2003: Yesterday, today forever
- 2004: Two suns
- 2004: Still waters
- 2004: Lost and found (30e album)
- 2005: The pearl of great price
- 2005: Only love remains
- 2005: Home in the sky
- 2005: Find the way to be happy
- 2007: New day rising
- 2007: Rays of hope
- 2008: Mystery and illusion
- 2008: Glow in the dark
- 2008: Pop explosion
- 2008: Two Seconds
- Invisible
- Solid rock
- Green

## Bron
- Interview